# 시흥 방산동 청자와 백자 요지
시흥 방산동 청자와 백자 요지(始興 芳山洞 靑瓷와 白磁 窯址)는 대한민국 경기도 시흥시에 있는 남북국 시대 신라의 가마터이다. 1999년 6월 11일 대한민국의 사적 제413호 시흥방산동청자·백자요지로 지정되었다가, 2011년 7월 28일  시흥 방산동 청자와 백자 요지로 명칭이 변경되었다.

## 개요
청자와 백자를 굽던 가마터이다. 이곳은 1997년과 1998년 2차례의 발굴조사 결과 9∼10세기경 도자기를 굽던 시설로 밝혀졌다. 지금 남아 있는 가마의 길이는 35.8m이며 아궁이, 굴뚝, 옆면 출입시설 7곳, 가마벽체들이 있다.
이곳에서 발견한 유물로는 청자와 백자 초기의 것들로 문양이 없는 청자(무문청자), 중국 월주지방의 영향을 받은 것으로 보이는 해무리굽 청자를 비롯한 여러 자기들이 있다. 또한 도자기를 구울 때 티가 자기 표면에 내려앉는 것을 막기 위해 덮었던 갑발도 많이 발견되고 있다. 이 유물들은 용인 서리 고려백자 가마터(사적 329호)의 가장 아래층과 황해도 원산리 청자 가마터에서 나온 유물과 매우 비슷하다.
청자가마 남쪽 10m 지점에서 통일신라시대의 가마도 찾아냈는데, 통일신라 이후 계속해서 자기를 구웠던 것으로 보인다.
이 가마터는 남아 있는 상태가 좋고 벽돌을 이용하여 가마를 지은 구조로서 초기 청자가마로서 전형의 모습을 보여주고 있다.

## 같이 보기
- 용인 서리 고려백자 요지 - 사적 제329호
- 진안 도통리 중평 청자요지 - 전라북도 기념물 제134호

## 참고 자료
- 시흥 방산동 청자와 백자 요지 - 국가유산청 국가유산포털